# Turvo (Paraná)
Turvo ist ein brasilianisches Munizip in der Mitte des Bundesstaats Paraná. Es hat 14.231 Einwohner (2022), die sich Turvenser nennen. Seine Fläche beträgt 939 km². Es liegt 1.026 Meter über dem Meeresspiegel.

## Etymologie
Der Name stammt vom Rio Turvo, der den Hauptort durchfließt.

## Geschichte

### Ursprung
Ursprünglich wurde das Gebiet von indigenen Völkern der Kaingang und Guarani besiedelt. Später, in der Mitte des 18. Jahrhunderts, siedelten sich Caboclos und geflohene schwarze Sklaven (Quilombolas) in der Siedlung Campina dos Morenos an.

### Besiedlung
Ab dem 19. Jahrhundert erfolgte die Kolonisierung durch Familien aus Guarapuava und anderen Gemeinden der Region, darunter auch Pitanga, die vom Staat Land beantragten. Diese Anträge wurden Registrierungen genannt. Im Laufe der Zeit wurden die Grundstücke durch den Verkauf von Teilen des Landes an andere Familien und durch Erbschaften aufgeteilt. 
Gegen Ende des 19. und in der ersten Hälfte des 20. Jahrhunderts kamen polnische, deutsche, ukrainische und Schweizer Einwanderer, die sich auf dem heutigen Gemeindegebiet niederließen. Es gab auch Nachkommen von Italienern und Deutschen aus anderen südlichen Staaten (Rio Grande do Sul und Santa Catarina). So wird die Vielfalt des ländlichen und städtischen Raums der Gemeinde durch die soziokulturelle Dynamik deutlich, die aus verschiedenen Gegenden Brasiliens und der Welt stammt.

### Erhebung zum Munizip
Turvo wurde durch das Staatsgesetz Nr. 7.576 vom 12. Mai 1982 aus Guarapuava ausgegliedert und in den Rang eines Munizips erhoben. Es wurde am 1. Februar 1983 als Munizip installiert.

## Geografie

### Fläche und Lage
Turvo liegt auf dem Segundo Planalto Paranaense (der Zweiten oder Ponta-Grossa-Hochebene von Paraná). Seine Fläche beträgt 939 km². Es liegt auf einer Höhe von 1.026 Metern.

### Vegetation
Das Biom von Turvo ist Mata Atlântica.

### Klima
Das Klima ist gemäßigt warm. Es werden hohe Niederschlagsmengen verzeichnet (1.795 mm pro Jahr). Die Klimaklassifikation nach Köppen und Geiger lautet Cfb. Im Jahresdurchschnitt liegt die Temperatur bei 17,5 °C.

### Gewässer
Turvo liegt in den Einzugsgebieten von Ivaí (94 % der Munizipfläche) und Piquiri. Von Süd nach Nord durchfließt der Rio Cachoeira das Munizipgebiet. Er mündet an der östlichen Grenze mit Prudentópolis in den Rio Marrecas. Dieser fließt im Norden mit dem Rio São Francisco zusammen und mündet als Rio Belo von links in den Ivaí. Entlang der nordwestlichen Grenze fließt der Rio Caçador nach Westen zum Piquiri.

### Straßen
Turvo liegt an der PRC-466 von Guarapuava im Süden nach Porto Ubá am Ivaí im Norden.

### Terras Indígenas
Im Gebiet des Munizips liegt das föderale indigene Gebiet Terra Indígena Marrecas. Gemäß der Liste der indigenen Territorien Brasiliens des Instituto Socioambiental leben hier knapp 665 Indigene vom Volk der Kaingang (Stand: 2014).
| Terra indígena | Völker   | Bewohner | Fläche(km²) | Bewohner pro km² | Kategorie      |
| -------------- | -------- | -------- | ----------- | ---------------- | -------------- |
| Marrecas       | Kaingang | 665      | 168,39      | 3,9              | Terra Indígena |

### Nachbarmunizipien
| Santa Maria do Oeste | Boa Ventura de São Roque                    | Cândido de Abreu |
| Campina do Simão     | Kompassrose, die auf Nachbargemeinden zeigt |                  |
|                      | Guarapuava                                  | Prudentópolis    |

## Stadtverwaltung
Bürgermeister: Jeronimo Gadens do Rosario, PSD (2021–2024)
Vizebürgermeister: Aroldo Correa de Mattos, Podemos (2021–2024)

## Demografie

### Bevölkerungsentwicklung
| Jahr | Einwohner | Stadt | Land |
| ---- | --------- | ----- | ---- |
| 1991 | 14.146    | 20 %  | 80 % |
| 2000 | 14.530    | 29 %  | 71 % |
| 2010 | 13.811    | 37 %  | 63 % |
| 2022 | 14.231    |       |      |

Quelle: IBGE (2011) und Volkszählung 2022

### Ethnische Zusammensetzung
| Gruppe * | 1991    | 2000    | 2010    | wer sich als …                                                                   |
| --- | ------- | ------- | ------- | -------------------------------------------------------------------------------- |
| Weiße | 68,8 %  | 77,9 %  | 70,1 %  | weiß bezeichnet                                                                  |
| Schwarze | 0,6 %   | 1,1 %   | 1,7 %   | schwarz bezeichnet                                                               |
| Gelbe | 0,0 %   | 0,0 %   | 0,5 %   | von fernöstlicher Herkunft wie japanisch, chinesisch, koreanisch etc. bezeichnet |
| Braune | 28,1 %  | 17,1 %  | 24,1 %  | braun oder als Mischung aus mehreren Gruppen bezeichnet                          |
| Indigene | 2,5 %   | 3,4 %   | 3,6 %   | Ureinwohner oder Indio bezeichnet                                                |
| ohne Angabe | 0,0 %   | 0,5 %   | 0,0 %   |                                                                                  |
| Gesamt | 100,0 % | 100,0 % | 100,0 % |                                                                                  |
| *) Das IBGE verwendet für Volkszählungen ausschließlich diese fünf Gruppen. Es verzichtet bewusst auf Erläuterungen. Die Zugehörigkeit wird vom Einwohner selbst festgelegt. |         |         |         |                                                                                  |

Quelle: IBGE (Stand: 1991, 2000 und 2010)